# 초시생대
초시생대(영어: Eoarchean)는 시생누대의 첫 번째 시기이며 명왕누대에 불완전했던 지구의 지각이 응고되기 시작한 시기이기도 하다. 명왕누대와 고시생대 사이의 시기이며 점차 진화되던 유기 화합물이 첫 번째 생물을 만든 시기이기도 하다. 이 때의 생물은 모두 원핵생물이었다.

## 생물
생물의 탄생은 보통 초시생대가 시작되는 38억년 전으로 정의된다. 이때부터 유기 화합물이 원핵생물을 형성하기 시작했으며 진핵생물은 초시생대 동안 존재하지 않았다.

## 기후와 지각
초시생대의 기압은 현재보다 10배에서 100배 정도 높은 10~100 바 정도 되었으며 매우 높은 기압으로 인해 일정 크기 이상의 생물은 번식할 수 없었다. 또한 초시생대에는 지구의 열로 인해 지각 변동이 지금보다 훨씬 활발해서 큰 초대륙이 생성되는 것에 방해되었다.

## 같이 보기
- 선캄브리아 시대